# Otfried Rose
Otfried Rose (* 6. November 1905 in Hoerde (heute Dortmund); † 23. Februar 1970 in Unterlüß) war ein deutscher Gestapobeamter und SS-Führer.

## Leben
Rose studierte zunächst Philologie an den Universitäten Bonn und Münster, brach das Studium jedoch ab. Von 1929 bis 1931 arbeitete er als Kohlenhauer im Bergwerk. Zum 1. Oktober 1931 trat er in die SS (SS-Nummer 26.583) und zum 1. Dezember 1931 in die NSDAP ein (Mitgliedsnummer 817.082). Ab 1934 war er bei der Deutschen Arbeitsfront (DAF) beschäftigt und ab 1935 als SS-Unterscharführer bei Staatspolizeistelle Liegnitz. Im Jahr 1936 wurde Rose zur Staatspolizeistelle Dortmund versetzt.
Im Jahr 1942 kam er als Kriminalkommissar-Anwärter zur Gestapo-Außendienststelle Dessau. Im selben Jahr erfolgte sowohl die Ernennung zum Leiter der Gestapo-Außendienststelle Dessau als auch die Beförderung zum SS-Obersturmführer und Kriminalkommissar.
Bei Kriegsende 1945 tauchte Rose mit gefälschten Ausweispapieren in einer kämpfenden Wehrmachteinheit unter und hatte Glück. Zwar geriet er in amerikanische Gefangenschaft und durchlief verschiedene Kriegsgefangenenlager im Raum Stendal und Gardelegen bzw. später in Niedersachsen. Doch konnte er seine wahre Identität bzw. Vergangenheit verbergen und wurde 1947 aus der Haft entlassen. Er ließ sich in Unterlüß nieder, wo er bis zu seinem Tod unbehelligt lebte.